# Codrenii Noi, Dondușeni
Codrenii Noi este un sat din cadrul comunei Frasin din raionul Dondușeni, Republica Moldova. Este amplasat pe versantul drept al râului Răut, la 10 km de centrul raional, or. Dondușeni, și 210 km față de Chișinău.

## Istorie
În apropiere de localitate sunt două movile funerare, una din epoca bronzului și cealaltă din evul mediu.
Satul Codrenii Noi a fost întemeiat în anul 1922 de către țărani veniți împroprietăriți cu pământ pe aceste meleaguri din cauza lipsei terenurilor agricole în localitate de baștină - Codreni (de aici provine și denumirea noii așezări). Ca unitate administrativă Codrenii Noi a fost menționat la 7 octombrie 1925, fiind în componența comunei Frasin. Pe fronturile celui de-al Doilea Război Mondial și-au pierdut viața 6 bărbați. Sovieticii au deportat în Siberia familia lui Trofim Snegur. În perioada postbelică în sat activa o brigadă a colhozului „Steagul Roșu” (cu sediul în Frasin), funcționau o școală de 8 ani, punct medical, club cu instalație pentru cinema, bibliotecă, creșă, magazin mixt de mărfuri industriale și alimentare. În 1971 populația constituia 803 de locuitori.

## Populație
Moldoveni (44,51%)
     Ucraineni (50,35%)
     Ruși (4,59%)
     Alte etnii (0,55%)
La recensământul populației din 2004 în Codrenii Noi au fost înregistrate 719 de persoane, inclusiv 353 bărbați (49,10%)și 366 femei (50,90%). Etnia majoritară constituie ucrainenii cu 362 persoane, urmați de moldoveni - 320 persoane, ruși - 33 persoane, un bulgar și 3 persoane de altă etnie.

## Socială
La Codrenii Noi funcționează o școală cu predare în limba rusă, punct medical, cămin cultural, oficiu poștal, magazine.